# Delafossita
La delafossita és un mineral de la classe dels òxids que pertany i dona nom al grup de la delafossita. Va rebre el seu nom l'any 1873 per Charles Friedel en honor de Gabriel Delafosse (1796-1878]), mineralogista francès destacat per fer avenços en la comprensió de la química dels cristalls i establir una distinció entre les fórmules empíriques i moleculars.

## Característiques
La delafossita és un òxid de fórmula química CuFeO₂. Cristal·litza en el sistema trigonal. Forma cristalls tabulars en {0001} d'uns 8 mil·límetres aproximadament; també se'n troba de forma botrioide, en crostes, esferulítica, en pols i massiva. La seva duresa a l'escala de Mohs és 5,5.
Segons la classificació de Nickel-Strunz, la delafossita pertany a «04.AB: Òxids amb proporció Metall:Oxigen = 2,1 i 1:1, amb Catió:Anió (M:O) = 2:1 (i 1,8:1)» juntament amb els següents minerals: crednerita, tenorita, mcconnel·lita, bromellita, zincita, bunsenita, calç, manganosita, monteponita, períclasi, wüstita i pal·ladinita.

## Formació i jaciments
Es troba principalment com un mineral secundari a prop de la base de les zones oxidades dels dipòsits de coure; menys comunament com un mineral primari. Sol trobar-se associada a altres minerals com: cuprita, coure, tenorita, malaquita, hematites o caolinita. Va ser descoberta l'any 1873 al dipòsit de coure de Mednorudyanskoye, a Nizhnii Tagil (óblast de Sverdlovsk, Rússia). Als territoris de parla catalana ha estat descrita al Mas Vicenç (Queixàs, Rosselló), a Oms (Rosselló), a la mina Eureka (La Torre de Cabdella, Pallars Jussà) i a la mina San Miguel (Ribes de Freser, Ripollès).